# История Бахрейна

## Каменный век
На горной вершине Джабаль-ад-Духан и вокруг неё были найдены кремнёвые орудия каменного века, относящиеся к самой ранней истории Бахрейна.

## Древность
В 3-м тыс. до н. э. Бахрейн обладал процветавшей развитой цивилизацией и был известен как центр Дильмуна, одной из мощных торговых империй древнего мира, известного примерно с 3200 г. до н. э. и просуществовавшего около двух тысяч лет благодаря своему стратегическому положению на перекрёстке торговых путей. С 2200 до 1600 гг. до н. э. Дилмун господствовал на большей части Персидского залива. Упадок Дилмуна пришёлся на 1600—1000 гг. до н. э., а около 600 г. до н. э. он был полностью поглощен Вавилоном.
Во II веке до н. э. Бахрейн превратился в самостоятельное арабское государство с центром на острове Аваль (ныне Бахрейн), который к I веке до н. э. стал не только административным, но и крупным торгово-транзитным центром. В IV—VI веках Бахрейн находился под властью Сасанидского Ирана, а в VII—IX веках вошёл в состав Арабского халифата. Митохондриальную гаплогруппу R2 определили у образца MH1_LT (432–561 гг., поздний Тилос, Y-ДНК: J2a2a1a∼) из Мадинат-Хамада в Бахрейне

## Средневековье
С 894 года Бахрейн — центр независимого карматского государства, которое охватило почти всю Восточную Аравию.
В 1082 году после разгрома войсками багдадского халифа Каима карматского ополчения Бахрейн вошёл в состав одной из провинций Арабского халифата Аббасидов.
В 1320 Бахрейн был включён в состав независимого ормузского арабского государства. В это время благодаря добыче жемчуга и выгодному положению между Месопотамией и Индией Бахрейн переживает экономический подъём.
В 1487 году племена из Омана завоевали острова Бахрейн и Мухаррак, на котором построили крепость Арад.
В 1541 году на остров вторглись португальцы под командованием Антониу Корреи и обосновались в захваченном форте Бахрейн. В настоящее время он известен как Калат-аль-Бахрейн. Португалия сохраняла контроль над островом до 1602 года, когда шаху Ирана Аббасу I удалось вытеснить португальцев. С этого времени остров переходил из рук в руки от персов к арабам.

## Новое время
В 1717 году оманский султан бин Саиф II захватил Бахрейн. В 1736 году Надир-шах изгнал из Бахрейна оманцев и присоединил архипелаг к Ирану. Но возвращение иранского господства на Бахрейне сопровождалась столь жестокими репрессиями, что местные жители восстали и изгнали персов. В 1738 году Бахрейн вновь был захвачен персами, но в итоге в 1744 году персы были вынуждены покинуть Бахрейн.
Около десяти лет Бахрейн сохранял относительную независимость, находясь под управлением местных шейхов. Но в 1753 году он опять подвергся нападению персов.
В самом начале XVIII века из Неджда на побережье Персидского залива переселилось племя утейба, руководимое такими крупными родами, как Аль Халифа, Аль Сабах, Аль Джалахима. Одно из подразделений племени утейба, бывшее под руководством рода Аль Халифа во главе с шейхом Ахмедом бин Мохаммедом Аль Халифа, перекочевало на полуостров Катар и обосновалось в посёлке Зубара, на северо-восточном побережье бухты Бахрейна.
В середине 1770-х годов, уже будучи правителем Зубары, представитель рода Аль Халифа шейх Мохаммед (1767—1780) добился от иранского шаха Керим-хана Зенда Мохаммада права аренды соседнего с Катаром Бахрейнского архипелага сроком до 1782 года. Так представители рода Аль Халифа впервые получили право владения Бахрейном. Потомки шейха Мохаммеда до сих пор правят Бахрейном. В 1783 году они изгнали персов, но через три года были сами вытеснены и вернулись лишь в 1820 году.
В начале XIX века Аль Халифа построили крепость Рифа.
Вскоре был подписан договор с Великобританией, по которому шейх уступал контроль над иностранными делами Бахрейна правительству Великобритании взамен на военную защиту. Британское управление продолжалось до 1871 года, пока над островом не был официально установлен британский протекторат. Почти весь XIX век англичанам удавалась сохранять контроль над регионом Персидского залива и торговыми путями в Индию.

## XX век
Именно в Бахрейне в 1932 году была обнаружена первая нефть в коммерческих объёмах с арабской стороны Персидского залива, и вскоре начался её экспорт. Её открыли как раз тогда, когда рухнул мировой рынок жемчуга, а торговля жемчугом являлась главной статьей дохода Бахрейна.
В конце 1920-х годов началось активное проникновение на архипелаг американских нефтяных монополий. Так, в 1929 году на Бахрейне была учреждена американская нефтедобывающая компания «Бахрейн Петролеум Компании оф Калифорния» (БАПКО). В 1932 году на архипелаге забил первый нефтяной фонтан, а уже в следующем году началась промышленная добыча нефти. В 1935 году в Бахрейне появилась первая британская военная база.
15 августа 1971 года провозглашено независимое государство Бахрейн. Иран и Ирак пытались аннексировать территорию острова как свои исконные земли. Чтобы противостоять попыткам аннексии, в 1981 году Кувейт, Оман, ОАЭ, Катар и Саудовская Аравия образовали Совет сотрудничества стран Персидского залива. Бахрейн состоит в Лиге арабских государств. Он оказывал экономическую помощь странам, воевавшим с Израилем в 1967 году.
После подписания египетско-израильского договора в 1979 году Бахрейн разорвал дипломатические связи с Египтом и восстановил их только после убийства Садата в 1981 году.

## Современность
В отношениях с Катаром до сих пор возникают трения по поводу острова Хавар, претензии на который имеет Катар. Бахрейн размещает на своей территории военные базы США. В ответ те поставляют Бахрейну вооружения.
Нынешний правитель Бахрейна шейх Хамад ибн Иса Аль Халифа пришёл к власти 6 марта 1999 года, после кончины своего отца шейха Исы ибн Салмана Аль Халифа (1961—1999). 14 февраля 2002 года эмир подписал закон о поправках к действовавшей Конституции. В соответствии с подписанным законом эмират был преобразован в конституционное королевство, а сам эмир Бахрейна провозглашался королём.
После нападений на саудовские дипмиссии в Иране в 2016 году Бахрейн разорвал дипломатические связи с Ираном.